# Saint-Vélo
 (avril 2023).
La Saint-Vélo est une manifestation annuelle locale en France consacrée à la bicyclette.

## Histoire
L’idée d’une fête cyclique appelée « Saint-Vélo » apparaît premièrement dans le numéro du 27 avril 1893 du Véloce-sport sous la plume de Fafiotte, qui se place à la tête de mouvement pour son organisation,,. La première manifestation de ce type est organisée le 4 juin 1893 à Paris. Le Petit Parisien la qualifie de « grotesque mascarade ». Une déclinaison de cette manifestation est notamment créée à Fontainebleau en 1895.